# Bradysia pauperata
Bradysia pauperata är en tvåvingeart som först beskrevs av Johannes Winnertz 1867.  Bradysia pauperata ingår i släktet Bradysia och familjen sorgmyggor.
Artens utbredningsområde är Tyskland. Inga underarter finns listade i Catalogue of Life.